# Levenslied (serie televisiva)
 Levenslied ("Canzone della vita") è una serie televisiva olandese prodotta dal 2011 al 2013 da Willem Zijlstra per la Nederlandse Christelijke Radio-Vereniging . Tra gli interpreti principali, figurano Anna Drijver, Nadja Hüpscher, Hans Dagelet, Caro Lenssen, Tijn Docter, Cees Geel, Guy Clemens, Sabri Saad El-Hamus e Sytske van der Ster.
La serie si compone di due stagioni, per un totale di 20 episodi (10 per stagione), di 45-50 minuti ciascuno.
La serie è stata trasmessa dall'emittente televisiva Nederland 1. Il primo episodio, intitolato Crematie, andò in onda in prima visione il 20 gennaio 2011.

## Descrizione
La serie è incentrata sulle vicende di alcune persone appartenenti ad un coro di Haarlem, chiamato Bij Hoog en Laag (ovvero "Tra alti e bassi" o "Tra acuti e suoni gravi"). Direttrice del coro è Betty de Waal.
Per i componenti di questo coro, il canto diventa un mezzo per superare i propri problemi personali.

## Episodi
| Stagione         | Puntate | Prima TV Paesi Bassi | Prima TV Italia |
| ---------------- | ------- | -------------------- | --------------- |
| Prima stagione   | 10      | 2011                 | inedita         |
| Seconda stagione | 10      | 2013                 | inedita         |